# Frankdicksonit
Frankdicksonit är ett halidmineral med den kemiska formeln BaF2 som motsvarar den kemiska föreningen bariumfluorid. 

## Egenskaper
Frankdicksonite har fluoritkristallstruktur med en kubisk symmetri och gitterkonstanten a = 619,64 pm. Dess Vickershårdhet på {111} klyvningskristallytorna varierar mellan 88 och 94 kg/mm2 och är nära den för syntetisk bariumfluorid (95 kg/mm2). Dess brytningsindex (1,475) är nästan identiskt med det för BaF2 (1,474). Under elektronbestrålning avger den stark blå katodoluminescens. Den huvudsakliga föroreningen i frankdicksonit är strontium med koncentrationer upp till 0,5 viktprocent. Närvarande är även kisel (0,02 procent) och magnesium (0,0015 procent) medan andra föroreningar har koncentrationer under 0,0015 procent.

## Upptäckt och förekomst
Även om syntetisk bariumfluorid har varit allmänt känd sedan åtminstone 1846, hade den inte hittats i naturen. Den naturliga existensen av bariumfluorid förutspåddes av Michael Fleischer 1970. Senare samma år upptäcktes mineralet av Arthur S. Radtke som namngav den efter Frank W. Dickson (född 1922), professor i geokemi vid Stanford University som ett erkännande av hans bidrag till geologi och geokemi av lågtemperaturmalmfyndigheter. Frankdicksonite erkändes 1974 officiellt av the Commission of New Minerals and Mineral Names.
Frankdicksonit har återfunnits i Eureka County, Nevada, USA som kubiska kristaller mellan 0,1 och 4 mm och är av hydrotermiskt ursprung. Dess enda associerade mineral är kvarts och frankdicksonitkristallerna är alltid helt inkapslade i det.